# James Gibson
James Gibson (Chelmsford, 6 febbraio 1980) è un ex nuotatore allenatore di nuoto britannico. Attualmente allena la squadra Energy Standard Swim Club.

## Palmarès
- Mondiali

Barcellona 2003: oro nei 50m rana e bronzo nei 100m rana.
- Europei

Budapest 2006: bronzo nella 4x100m misti.
- Europei in vasca corta

Anversa 2001: argento nei 100m rana e nella 4x50m misti.
Dublino 2003: oro nei 100m rana.
Fiume 2008: bronzo nei 100m rana.
- Universiadi

Daegu 2003: oro nei 50m rana e nei 100m rana.
- Giochi del Commonwealth

Manchester 2002: oro nei 50m rana e bronzo nei 100m rana.
Melbourne 2006: argento nei 100m rana.